# Diego Colón
Diego Colón [kolon], Diego Columbus (ur. przed 1479/1480 w Porto Santo lub Lizbonie, zm. 23 lutego 1526 w La Puebla de Montalbán) – syn Krzysztofa Kolumba i Filipy Perestrello de Moniz, hiszpański admirał; gubernator, następnie wicekról Indii Zachodnich.
Jego synem był Luis Colón de Toledo.